# Тюбингенская богословская семинария
Тюбингенская богословская семинария (Штифт, нем. Tübinger Stift) — евангелическо-лютеранская богословская семинария, присоединенная в 1536 году к Тюбингенскому университету, благодаря чему протестантская теология заняла видное место в научной деятельности университета. При семинарии располагался интернат для детей протестантских пасторов, из-за чего семинария получила полуироническое название Штифт (приют), а воспитанники назывались «штифтлерами».

## Известные педагоги
- Людвиг Фридрих Вильгельм Гофман (1806—1873) — немецкий протестантский богослов и проповедник; директор семинарии.
- Христоф Готфрид Бардили (1761—1808) — немецкий философ и преподаватель; преподаватель философии.

## Знаменитые выпускники
- Георг Вильгельм Фридрих Гегель
- Фридрих Вильгельм Йозеф Шеллинг
- Эдуард Мёрике
- Карл Филипп Конц
- Эдуард Готтлоб Целлер
- Карл Фридрих Герок
- Теодор Христлиб